# Ratje
Ratje – wieś w Słowenii, w gminie Žužemberk. W 2018 roku liczyła 37 mieszkańców.